# Tournoi de tennis de Doha
Le tournoi de Doha (Qatar) est un tournoi de tennis professionnel masculin (ATP World Tour) et féminin (WTA Tour).
Organisé depuis 1993, le tournoi masculin est classé en catégorie ATP 500. Jusqu'en 2020, il est organisé lors de la première semaine de janvier et sert de mise en jambe avant l'Open d'Australie. Il offre aux participants des dotations financières nettement supérieures à d'autres épreuves de même catégorie et attire de ce fait souvent les meilleurs joueurs mondiaux. Le 22 mars 2024, lors du dévoilement de son calendrier 2025, l'ATP annonce que le tournoi de Doha sera promu au rang de tournoi ATP 500.
Depuis 2001 se tient également une épreuve féminine au mois de février. En 2009 et 2010 se tiennent en lieu et place de l'Open, les Masters de la WTA. Le tournoi reprend dès 2011. De 2012 à 2014, l'Open est catégorisé Premier 5, comptant ainsi parmi les plus prestigieux du circuit WTA ; il fait ensuite l'ascenseur entre Premier (2015, 2017, 2019) et Premier 5 (2016, 2018, 2020). De 2021 à 2023, c'est une alternance avec le tournoi de Dubaï en catégorie WTA 1000 / WTA 500 : le tournoi est classé en WTA 1000 les années paires. Depuis 2024, le tournoi est classé en WTA 1000 tous les ans.

## Palmarès dames

### Simple
| No | Date       | Nom et lieu du tournoi         | Catégorie      | Dotation       | Surface        | Vainqueure           | Finaliste           | Score          |                |
| -- | ---------- | ------------------------------ | -------------- | -------------- | -------------- | -------------------- | ------------------- | -------------- | -------------- |
| 1  | 12-02-2001 | Qatar Total FinaElf Open, Doha | Tier III       | 170 000 $      | Dur (ext.)     | Martina Hingis       | Sandrine Testud     | 6-3, 6-2       | Tableau        |
| 2  | 11-02-2002 | Qatar Total FinaElf Open, Doha | Tier III       | 170 000 $      | Dur (ext.)     | Monica Seles         | Tamarine Tanasugarn | 7-66, 6-3      | Tableau        |
| 3  | 10-02-2003 | Qatar Total FinaElf Open, Doha | Tier III       | 170 000 $      | Dur (ext.)     | Anastasia Myskina    | Elena Likhovtseva   | 6-3, 6-1       | Tableau        |
| 4  | 01-03-2004 | Qatar Total Open, Doha         | Tier II        | 600 000 $      | Dur (ext.)     | Anastasia Myskina    | Svetlana Kuznetsova | 4-6, 6-4, 6-4  | Tableau        |
| 5  | 21-02-2005 | Qatar Total Open, Doha         | Tier II        | 600 000 $      | Dur (ext.)     | Maria Sharapova      | Alicia Molik        | 4-6, 6-1, 6-4  | Tableau        |
| 6  | 27-02-2006 | Qatar Total Open, Doha         | Tier II        | 600 000 $      | Dur (ext.)     | Nadia Petrova        | Amélie Mauresmo     | 6-3, 7-5       | Tableau        |
| 7  | 26-02-2007 | Qatar Total Open, Doha         | Tier II        | 1 340 000 $    | Dur (ext.)     | Justine Henin        | Svetlana Kuznetsova | 6-4, 6-2       | Tableau        |
| 8  | 18-02-2008 | Qatar Total Open, Doha         | Tier I         | 2 500 000 $    | Dur (ext.)     | Maria Sharapova      | Vera Zvonareva      | 6-1, 2-6, 6-0  | Tableau        |
|    | 2009-2010  | Pas de tournoi                 | Pas de tournoi | Pas de tournoi | Pas de tournoi | Pas de tournoi       | Pas de tournoi      | Pas de tournoi | Pas de tournoi |
| 9  | 21-02-2011 | Qatar Ladies Open, Doha        | Premier        | 721 000 $      | Dur (ext.)     | Vera Zvonareva       | Caroline Wozniacki  | 6-4, 6-4       | Tableau        |
| 10 | 13-02-2012 | Qatar Total Open 2012, Doha    | Premier 5      | 2 168 400 $    | Dur (ext.)     | Victoria Azarenka    | Samantha Stosur     | 6-1, 6-2       | Tableau        |
| 11 | 11-02-2013 | Qatar Total Open 2013, Doha    | Premier 5      | 2 369 000 $    | Dur (ext.)     | Victoria Azarenka    | Serena Williams     | 7-66, 2-6, 6-3 | Tableau        |
| 12 | 10-02-2014 | Qatar Total Open 2014, Doha    | Premier 5      | 2 440 070 $    | Dur (ext.)     | Simona Halep         | Angelique Kerber    | 6-2, 6-3       | Tableau        |
| 13 | 23-02-2015 | Qatar Total Open 2015, Doha    | Premier        | 665 900 $      | Dur (ext.)     | Lucie Šafářová       | Victoria Azarenka   | 6-4, 6-3       | Tableau        |
| 14 | 21-02-2016 | Qatar Total Open 2016, Doha    | Premier 5      | 2 517 250 $    | Dur (ext.)     | Carla Suárez Navarro | Jeļena Ostapenko    | 1-6, 6-4, 6-4  | Tableau        |
| 15 | 13-02-2017 | Qatar Total Open 2017, Doha    | Premier        | 710 900 $      | Dur (ext.)     | Karolína Plíšková    | Caroline Wozniacki  | 6-3, 6-4       | Tableau        |
| 16 | 12-02-2018 | Qatar Total Open 2018, Doha    | Premier 5      | 2 897 250 $    | Dur (ext.)     | Petra Kvitová        | Garbiñe Muguruza    | 3-6, 6-3, 6-4  | Tableau        |
| 17 | 11-02-2019 | Qatar Total Open 2019, Doha    | Premier        | 851 031 $      | Dur (ext.)     | Elise Mertens        | Simona Halep        | 3-6, 6-4, 6-3  | Tableau        |
| 18 | 23-02-2020 | Qatar Total Open 2020, Doha    | Premier 5      | 2 939 695 $    | Dur (ext.)     | Aryna Sabalenka      | Petra Kvitová       | 6-3, 6-3       | Tableau        |
| 19 | 01-03-2021 | Qatar Total Open 2021, Doha    | WTA 500        | 565 530 $      | Dur (ext.)     | Petra Kvitová        | Garbiñe Muguruza    | 6-1, 6-2       | Tableau        |
| 20 | 20-02-2022 | Qatar TotalEnergies Open, Doha | WTA 1000       | 2 331 698 $    | Dur (ext.)     | Iga Świątek          | Anett Kontaveit     | 6-2, 6-0       | Tableau        |
| 21 | 13-02-2023 | Qatar TotalEnergies Open, Doha | WTA 500        | 780 637 $      | Dur (ext.)     | Iga Świątek          | Jessica Pegula      | 6-3, 6-0       | Tableau        |
| 22 | 11-02-2024 | Qatar TotalEnergies Open, Doha | WTA 1000       | 3 211 715 $    | Dur (ext.)     | Iga Świątek          | Elena Rybakina      | 7-68, 6-2      | Tableau        |
| 23 | 10-02-2025 | Qatar TotalEnergies Open, Doha | WTA 1000       | 3 654 963 $    | Dur (ext.)     | Amanda Anisimova     | Jeļena Ostapenko    | 6-4, 6-3       | Tableau        |

### Double
| No | Date       | Nom et lieu du tournoi        | Catégorie      | Dotation       | Surface        | Vainqueures                           | Finalistes                           | Score             |                |
| -- | ---------- | ----------------------------- | -------------- | -------------- | -------------- | ------------------------------------- | ------------------------------------ | ----------------- | -------------- |
| 1  | 12-02-2001 | Qatar Total FinaElf Open Doha | Tier III       | 170 000 $      | Dur (ext.)     | Sandrine Testud Roberta Vinci         | Kristie Boogert Miriam Oremans       | 7-5, 7-64         | Tableau        |
| 2  | 11-02-2002 | Qatar Total FinaElf Open Doha | Tier III       | 170 000 $      | Dur (ext.)     | Janette Husárová Arantxa Sánchez      | Alexandra Fusai Caroline Vis         | 6-3, 6-3          | Tableau        |
| 3  | 10-02-2003 | Qatar Total FinaElf Open Doha | Tier III       | 170 000 $      | Dur (ext.)     | Janet Lee Wynne Prakusya              | María Vento-Kabchi Angelique Widjaja | 6-1, 6-3          | Tableau        |
| 4  | 01-03-2004 | Qatar Total Open Doha         | Tier II        | 600 000 $      | Dur (ext.)     | Svetlana Kuznetsova Elena Likhovtseva | Janette Husárová Conchita Martínez   | 7-64, 6-2         | Tableau        |
| 5  | 21-02-2005 | Qatar Total Open Doha         | Tier II        | 600 000 $      | Dur (ext.)     | Alicia Molik Francesca Schiavone      | Cara Black Liezel Huber              | 6-3, 6-4          | Tableau        |
| 6  | 27-02-2006 | Qatar Total Open Doha         | Tier II        | 600 000 $      | Dur (ext.)     | Daniela Hantuchová Ai Sugiyama        | Li Ting Sun Tiantian                 | 6-4, 6-4          | Tableau        |
| 7  | 26-02-2007 | Qatar Total Open Doha         | Tier II        | 1 340 000 $    | Dur (ext.)     | Martina Hingis Maria Kirilenko        | Ágnes Szávay Vladimíra Uhlířová      | 6-1, 6-1          | Tableau        |
| 8  | 18-02-2008 | Qatar Total Open Doha         | Tier I         | 2 500 000 $    | Dur (ext.)     | Květa Peschke Rennae Stubbs           | Cara Black Liezel Huber              | 6-1, 5-7, [10-7]  | Tableau        |
|    | 2009-2010  | Pas de tournoi                | Pas de tournoi | Pas de tournoi | Pas de tournoi | Pas de tournoi                        | Pas de tournoi                       | Pas de tournoi    | Pas de tournoi |
| 9  | 21-02-2011 | Qatar Ladies Open Doha        | Premier        | 721 000 $      | Dur (ext.)     | Květa Peschke Katarina Srebotnik      | Liezel Huber Nadia Petrova           | 7-5, 6-72, [10-8] | Tableau        |
| 10 | 13-02-2012 | Qatar Total Open 2012 Doha    | Premier 5      | 2 168 400 $    | Dur (ext.)     | Liezel Huber Lisa Raymond             | Raquel Kops-Jones Abigail Spears     | 6-3, 6-1          | Tableau        |
| 11 | 11-02-2013 | Qatar Total Open 2013 Doha    | Premier 5      | 2 369 000 $    | Dur (ext.)     | Sara Errani Roberta Vinci             | Nadia Petrova Katarina Srebotnik     | 2-6, 6-3, [10-6]  | Tableau        |
| 12 | 10-02-2014 | Qatar Total Open 2014 Doha    | Premier 5      | 2 440 070 $    | Dur (ext.)     | Hsieh Su-wei Peng Shuai               | Květa Peschke Katarina Srebotnik     | 6-4, 6-0          | Tableau        |
| 13 | 23-02-2015 | Qatar Total Open 2015 Doha    | Premier        | 665 900 $      | Dur (ext.)     | Raquel Kops-Jones Abigail Spears      | Hsieh Su-wei Sania Mirza             | 6-4, 6-4          | Tableau        |
| 14 | 21-02-2016 | Qatar Total Open 2016 Doha    | Premier 5      | 2 517 250 $    | Dur (ext.)     | Chan Hao-ching Chan Yung-jan          | Sara Errani Carla Suárez Navarro     | 6-3, 6-3          | Tableau        |
| 15 | 13-02-2017 | Qatar Total Open 2017 Doha    | Premier        | 710 900 $      | Dur (ext.)     | Abigail Spears Katarina Srebotnik     | Olga Savchuk Yaroslava Shvedova      | 6-3, 7-67         | Tableau        |
| 16 | 12-02-2018 | Qatar Total Open 2018 Doha    | Premier 5      | 2 897 250 $    | Dur (ext.)     | Gabriela Dabrowski Jeļena Ostapenko   | Andreja Klepač María José Martínez   | 6-3, 6-3          | Tableau        |
| 17 | 11-02-2019 | Qatar Total Open 2019 Doha    | Premier        | 851 031 $      | Dur (ext.)     | Chan Hao-ching Latisha Chan           | Anna-Lena Grönefeld Demi Schuurs     | 6-1, 3-6, [10-6]  | Tableau        |
| 18 | 23-02-2020 | Qatar Total Open 2020 Doha    | Premier 5      | 2 939 695 $    | Dur (ext.)     | Hsieh Su-wei Barbora Strýcová         | Gabriela Dabrowski Jeļena Ostapenko  | 6-2, 5-7, [10-2]  | Tableau        |
| 19 | 01-03-2021 | Qatar Total Open 2021 Doha    | WTA 500        | 565 530 $      | Dur (ext.)     | Nicole Melichar Demi Schuurs          | Monica Niculescu Jeļena Ostapenko    | 6-2, 2-6, [10-8]  | Tableau        |
| 20 | 20-02-2022 | Qatar TotalEnergies Open Doha | WTA 1000       | 2 331 698 $    | Dur (ext.)     | Cori Gauff Jessica Pegula             | Veronika Kudermetova Elise Mertens   | 3-6, 7-5, [10-5]  | Tableau        |
| 21 | 13-02-2023 | Qatar TotalEnergies Open Doha | WTA 500        | 780 637 $      | Dur (ext.)     | Cori Gauff Jessica Pegula             | Lyudmyla Kichenok Jeļena Ostapenko   | 6-4, 2-6, [10-7]  | Tableau        |
| 22 | 11-02-2024 | Qatar TotalEnergies Open Doha | WTA 1000       | 3 211 715 $    | Dur (ext.)     | Demi Schuurs Luisa Stefani            | Caroline Dolehide Desirae Krawczyk   | 6-4, 6-2          | Tableau        |
| 23 | 10-02-2025 | Qatar TotalEnergies Open Doha | WTA 1000       | 3 654 963 $    | Dur (ext.)     | Sara Errani Jasmine Paolini           | Jiang Xinyu Wu Fang-hsien            | 7-5, 7-610        | Tableau        |

## Palmarès messieurs

### Simple

#### Champions les plus titrés
| Joueur                | Titres | Premier | Dernier |
| Roger Federer         | 3      | 2005    | 2011    |
| Andy Murray           | 2      | 2008    | 2009    |
| Stefan Edberg         | 2      | 1994    | 1995    |
| Petr Korda            | 2      | 1996    | 1998    |
| Novak Djokovic        | 2      | 2016    | 2017    |
| Roberto Bautista-Agut | 2      | 2018    | 2022    |

#### Palmarès par édition
| No | Date       | Nom et lieu du tournoi      | Catégorie    | Dotation    | Surface    | Vainqueur             | Finaliste             | Score              |         |
| -- | ---------- | --------------------------- | ------------ | ----------- | ---------- | --------------------- | --------------------- | ------------------ | ------- |
| 1  | 04-01-1993 | Qatar Mobil Open, Doha      | World Series | 450 000 $   | Dur (ext.) | Boris Becker          | Goran Ivanišević      | 7-64, 4-6, 7-5     |         |
| 2  | 03-01-1994 | Qatar Mobil Open, Doha      | World Series | 500 000 $   | Dur (ext.) | Stefan Edberg         | Paul Haarhuis         | 6-3, 6-2           |         |
| 3  | 02-01-1995 | Qatar Mobil Open, Doha      | World Series | 600 000 $   | Dur (ext.) | Stefan Edberg         | Magnus Larsson        | 7-64, 6-1          |         |
| 4  | 01-01-1996 | Qatar Mobil Open, Doha      | World Series | 600 000 $   | Dur (ext.) | Petr Korda            | Younès El Aynaoui     | 7-65, 2-6, 7-65    |         |
| 5  | 30-12-1996 | Qatar Mobil Open, Doha      | World Series | 600 000 $   | Dur (ext.) | Jim Courier           | Tim Henman            | 7-5, 65-7, 6-2     |         |
| 6  | 05-01-1998 | Qatar Mobil Open, Doha      | Int' Series  | 975 000 $   | Dur (ext.) | Petr Korda            | Fabrice Santoro       | 6-0, 6-3           |         |
| 7  | 04-01-1999 | Qatar Mobil Open, Doha      | Int' Series  | 975 000 $   | Dur (ext.) | Rainer Schüttler      | Tim Henman            | 6-4, 5-7, 6-1      |         |
| 8  | 03-01-2000 | Qatar Mobil Open, Doha      | Int' Series  | 975 000 $   | Dur (ext.) | Fabrice Santoro       | Rainer Schüttler      | 3-6, 7-5, 3-0, ab. | Tableau |
| 9  | 01-01-2001 | Qatar ExxonMobil Open, Doha | Int' Series  | 975 000 $   | Dur (ext.) | Marcelo Ríos          | Bohdan Ulihrach       | 6-3, 2-6, 6-3      | Tableau |
| 10 | 31-12-2001 | Qatar ExxonMobil Open, Doha | Int' Series  | 975 000 $   | Dur (ext.) | Younès El Aynaoui     | Félix Mantilla        | 4-6, 6-2, 6-2      | Tableau |
| 11 | 30-12-2002 | Qatar ExxonMobil Open, Doha | Int' Series  | 975 000 $   | Dur (ext.) | Stefan Koubek         | Jan-Michael Gambill   | 6-4, 6-4           | Tableau |
| 12 | 05-01-2004 | Qatar ExxonMobil Open, Doha | Int' Series  | 975 000 $   | Dur (ext.) | Nicolas Escudé        | Ivan Ljubičić         | 6-3, 7-64          | Tableau |
| 13 | 03-01-2005 | Qatar ExxonMobil Open, Doha | Int' Series  | 975 000 $   | Dur (ext.) | Roger Federer         | Ivan Ljubičić         | 6-3, 6-1           | Tableau |
| 14 | 02-01-2006 | Qatar ExxonMobil Open, Doha | Int' Series  | 975 000 $   | Dur (ext.) | Roger Federer         | Gaël Monfils          | 6-3, 7-65          | Tableau |
| 15 | 01-01-2007 | Qatar ExxonMobil Open, Doha | Int' Series  | 975 000 $   | Dur (ext.) | Ivan Ljubičić         | Andy Murray           | 6-4, 6-4           | Tableau |
| 16 | 31-12-2007 | Qatar ExxonMobil Open, Doha | Int' Series  | 1 024 000 $ | Dur (ext.) | Andy Murray           | Stanislas Wawrinka    | 6-4, 4-6, 6-2      | Tableau |
| 17 | 05-01-2009 | Qatar ExxonMobil Open, Doha | ATP 250      | 1 024 000 $ | Dur (ext.) | Andy Murray           | Andy Roddick          | 6-4, 6-2           | Tableau |
| 18 | 04-01-2010 | Qatar ExxonMobil Open, Doha | ATP 250      | 1 024 000 $ | Dur (ext.) | Nikolay Davydenko     | Rafael Nadal          | 0-6, 7-68, 6-4     | Tableau |
| 19 | 03-01-2011 | Qatar ExxonMobil Open, Doha | ATP 250      | 1 024 000 $ | Dur (ext.) | Roger Federer         | Nikolay Davydenko     | 6-3, 6-4           | Tableau |
| 20 | 02-01-2012 | Qatar ExxonMobil Open, Doha | ATP 250      | 1 024 000 $ | Dur (ext.) | Jo-Wilfried Tsonga    | Gaël Monfils          | 7-5, 6-3           | Tableau |
| 21 | 31-12-2012 | Qatar ExxonMobil Open, Doha | ATP 250      | 1 054 720 $ | Dur (ext.) | Richard Gasquet       | Nikolay Davydenko     | 3-6, 7-64, 6-3     | Tableau |
| 22 | 30-12-2013 | Qatar ExxonMobil Open, Doha | ATP 250      | 1 096 910 $ | Dur (ext.) | Rafael Nadal          | Gaël Monfils          | 6-1, 65-7, 6-2     | Tableau |
| 23 | 05-01-2015 | Qatar ExxonMobil Open, Doha | ATP 250      | 1 129 815 $ | Dur (ext.) | David Ferrer          | Tomáš Berdych         | 6-4, 7-5           | Tableau |
| 24 | 04-01-2016 | Qatar ExxonMobil Open, Doha | ATP 250      | 1 189 605 $ | Dur (ext.) | Novak Djokovic        | Rafael Nadal          | 6-1, 6-2           | Tableau |
| 25 | 02-01-2017 | Qatar ExxonMobil Open, Doha | ATP 250      | 1 237 190 $ | Dur (ext.) | Novak Djokovic        | Andy Murray           | 6-3, 5-7, 6-4      | Tableau |
| 26 | 01-01-2018 | Qatar ExxonMobil Open, Doha | ATP 250      | 1 286 675 $ | Dur (ext.) | Gaël Monfils          | Andrey Rublev         | 6-2, 6-3           | Tableau |
| 27 | 31-12-2018 | Qatar ExxonMobil Open, Doha | ATP 250      | 1 313 215 $ | Dur (ext.) | Roberto Bautista-Agut | Tomáš Berdych         | 6-4, 3-6, 6-3      | Tableau |
| 28 | 06-01-2020 | Qatar ExxonMobil Open, Doha | ATP 250      | 1 359 180 $ | Dur (ext.) | Andrey Rublev         | Corentin Moutet       | 6-2, 7-63          | Tableau |
| 29 | 08-03-2021 | Qatar ExxonMobil Open, Doha | ATP 250      | 890 920 $   | Dur (ext.) | Nikoloz Basilashvili  | Roberto Bautista-Agut | 7-65, 6-2          | Tableau |
| 30 | 14-02-2022 | Qatar ExxonMobil Open, Doha | ATP 250      | 1 176 595 $ | Dur (ext.) | Roberto Bautista-Agut | Nikoloz Basilashvili  | 6-3, 6-4           | Tableau |
| 31 | 20-02-2023 | Qatar ExxonMobil Open, Doha | ATP 250      | 1 377 025 $ | Dur (ext.) | Daniil Medvedev       | Andy Murray           | 6-4, 6-4           | Tableau |
| 32 | 19-02-2024 | Qatar ExxonMobil Open, Doha | ATP 250      | 1 395 875 $ | Dur (ext.) | Karen Khachanov       | Jakub Menšík          | 7-612, 6-4         | Tableau |
| 33 | 17-02-2025 | Qatar ExxonMobil Open, Doha | ATP 500      | 2 760 000 $ | Dur (ext.) | Andrey Rublev         | Jack Draper           | 7-5, 5-7, 6-1      | Tableau |

### Double
| No | Date       | Nom et lieu du tournoi      | Catégorie    | Dotation    | Surface    | Vainqueurs                             | Finalistes                                 | Score             |         |
| -- | ---------- | --------------------------- | ------------ | ----------- | ---------- | -------------------------------------- | ------------------------------------------ | ----------------- | ------- |
| 1  | 04-01-1993 | Qatar Mobil Open, Doha      | World Series | 450 000 $   | Dur (ext.) | Boris Becker Patrik Kühnen             | Shelby Cannon Scott Melville               | 6-2, 6-4          |         |
| 2  | 03-01-1994 | Qatar Mobil Open, Doha      | World Series | 500 000 $   | Dur (ext.) | Olivier Delaitre Stéphane Simian       | Shelby Cannon Byron Talbot                 | 6-3, 6-3          |         |
| 3  | 02-01-1995 | Qatar Mobil Open, Doha      | World Series | 600 000 $   | Dur (ext.) | Stefan Edberg Magnus Larsson           | Andreï Olhovskiy Jan Siemerink             | 7-6, 6-2          |         |
| 4  | 01-01-1996 | Qatar Mobil Open, Doha      | World Series | 600 000 $   | Dur (ext.) | Mark Knowles Daniel Nestor             | Jacco Eltingh Paul Haarhuis                | 7-6, 6-3          |         |
| 5  | 30-12-1996 | Qatar Mobil Open, Doha      | World Series | 600 000 $   | Dur (ext.) | Jacco Eltingh Paul Haarhuis            | Patrik Fredriksson Magnus Norman           | 6-3, 6-2          |         |
| 6  | 05-01-1998 | Qatar Mobil Open, Doha      | Int' Series  | 975 000 $   | Dur (ext.) | Mahesh Bhupathi Leander Paes           | Olivier Delaitre Fabrice Santoro           | 6-4, 3-6, 6-4     |         |
| 7  | 04-01-1999 | Qatar Mobil Open, Doha      | Int' Series  | 975 000 $   | Dur (ext.) | Alex O'Brien Jared Palmer              | Piet Norval Kevin Ullyett                  | 6-3, 6-4          |         |
| 8  | 03-01-2000 | Qatar Mobil Open, Doha      | Int' Series  | 975 000 $   | Dur (ext.) | Mark Knowles Max Mirnyi                | Alex O'Brien Jared Palmer                  | 6-3, 6-4          | Tableau |
| 9  | 01-01-2001 | Qatar ExxonMobil Open, Doha | Int' Series  | 975 000 $   | Dur (ext.) | Mark Knowles Daniel Nestor             | Joan Balcells Andreï Olhovskiy             | 6-3, 6-1          | Tableau |
| 10 | 31-12-2001 | Qatar ExxonMobil Open, Doha | Int' Series  | 975 000 $   | Dur (ext.) | Donald Johnson Jared Palmer            | Jiří Novák David Rikl                      | 6-3, 7-65         | Tableau |
| 11 | 30-12-2002 | Qatar ExxonMobil Open, Doha | Int' Series  | 975 000 $   | Dur (ext.) | Martin Damm Cyril Suk                  | Mark Knowles Daniel Nestor                 | 6-4, 7-68         | Tableau |
| 12 | 05-01-2004 | Qatar ExxonMobil Open, Doha | Int' Series  | 975 000 $   | Dur (ext.) | Martin Damm Cyril Suk                  | Stefan Koubek Andy Roddick                 | 6-2, 6-4          | Tableau |
| 13 | 03-01-2005 | Qatar ExxonMobil Open, Doha | Int' Series  | 975 000 $   | Dur (ext.) | Albert Costa Rafael Nadal              | Andrei Pavel Mikhail Youzhny               | 6-3, 4-6, 6-3     | Tableau |
| 14 | 02-01-2006 | Qatar ExxonMobil Open, Doha | Int' Series  | 975 000 $   | Dur (ext.) | Jonas Björkman Max Mirnyi              | Christophe Rochus Olivier Rochus           | 2-6, 6-3, [10-8]  | Tableau |
| 15 | 01-01-2007 | Qatar ExxonMobil Open, Doha | Int' Series  | 975 000 $   | Dur (ext.) | Mikhail Youzhny Nenad Zimonjić         | Martin Damm Leander Paes                   | 6-1, 7-63         | Tableau |
| 16 | 31-12-2007 | Qatar ExxonMobil Open, Doha | Int' Series  | 1 024 000 $ | Dur (ext.) | Philipp Kohlschreiber David Škoch      | Jeff Coetzee Wesley Moodie                 | 6-4, 4-6, [11-9]  | Tableau |
| 17 | 05-01-2009 | Qatar ExxonMobil Open, Doha | ATP 250      | 1 024 000 $ | Dur (ext.) | Marc López Rafael Nadal                | Daniel Nestor Nenad Zimonjić               | 4-6, 6-4, [10-8]  | Tableau |
| 18 | 04-01-2010 | Qatar ExxonMobil Open, Doha | ATP 250      | 1 024 000 $ | Dur (ext.) | Guillermo García-López Albert Montañés | František Čermák Michal Mertiňák           | 6-4, 7-5          | Tableau |
| 19 | 03-01-2011 | Qatar ExxonMobil Open, Doha | ATP 250      | 1 024 000 $ | Dur (ext.) | Marc López Rafael Nadal                | Daniele Bracciali Andreas Seppi            | 6-3, 7-64         | Tableau |
| 20 | 02-01-2012 | Qatar ExxonMobil Open, Doha | ATP 250      | 1 024 000 $ | Dur (ext.) | Filip Polášek Lukáš Rosol              | Christopher Kas Philipp Kohlschreiber      | 6-3, 6-4          | Tableau |
| 21 | 31-12-2012 | Qatar ExxonMobil Open, Doha | ATP 250      | 1 054 720 $ | Dur (ext.) | Christopher Kas Philipp Kohlschreiber  | Julian Knowle Filip Polášek                | 7-5, 6-4          | Tableau |
| 22 | 30-12-2013 | Qatar ExxonMobil Open, Doha | ATP 250      | 1 096 910 $ | Dur (ext.) | Tomáš Berdych Jan Hájek                | Alexander Peya Bruno Soares                | 6-2, 6-4          | Tableau |
| 23 | 05-01-2015 | Qatar ExxonMobil Open, Doha | ATP 250      | 1 129 815 $ | Dur (ext.) | Juan Mónaco Rafael Nadal               | Julian Knowle Philipp Oswald               | 6-3, 6-4          | Tableau |
| 24 | 04-01-2016 | Qatar ExxonMobil Open, Doha | ATP 250      | 1 189 605 $ | Dur (ext.) | Feliciano López Marc López             | Philipp Petzschner Alexander Peya          | 6-4, 6-3          | Tableau |
| 25 | 02-01-2017 | Qatar ExxonMobil Open, Doha | ATP 250      | 1 237 190 $ | Dur (ext.) | Jérémy Chardy Fabrice Martin           | Vasek Pospisil Radek Štěpánek              | 6-4, 7-63         | Tableau |
| 26 | 01-01-2018 | Qatar ExxonMobil Open, Doha | ATP 250      | 1 286 675 $ | Dur (ext.) | Oliver Marach Mate Pavić               | Jamie Murray Bruno Soares                  | 6-2, 7-66         | Tableau |
| 27 | 31-12-2018 | Qatar ExxonMobil Open, Doha | ATP 250      | 1 313 215 $ | Dur (ext.) | David Goffin Pierre-Hugues Herbert     | Robin Haase Matwé Middelkoop               | 5-7, 6-4, [10-4]  | Tableau |
| 28 | 06-01-2020 | Qatar ExxonMobil Open, Doha | ATP 250      | 1 359 180 $ | Dur (ext.) | Rohan Bopanna Wesley Koolhof           | Luke Bambridge Santiago González           | 3-6, 6-2, [10-6]  | Tableau |
| 29 | 08-03-2021 | Qatar ExxonMobil Open, Doha | ATP 250      | 890 920 $   | Dur (ext.) | Aslan Karatsev Andrey Rublev           | Marcus Daniell Philipp Oswald              | 7-5, 6-4          | Tableau |
| 30 | 14-02-2022 | Qatar ExxonMobil Open, Doha | ATP 250      | 1 176 595 $ | Dur (ext.) | Wesley Koolhof Neal Skupski            | Rohan Bopanna Denis Shapovalov             | 7-64, 6-1         | Tableau |
| 31 | 20-02-2023 | Qatar ExxonMobil Open, Doha | ATP 250      | 1 377 025 $ | Dur (ext.) | Rohan Bopanna Matthew Ebden            | Constant Lestienne Botic van de Zandschulp | 65-7, 6-4, [10-6] | Tableau |
| 32 | 19-02-2024 | Qatar ExxonMobil Open, Doha | ATP 250      | 1 395 875 $ | Dur (ext.) | Jamie Murray Michael Venus             | Lorenzo Musetti Lorenzo Sonego             | 7-60, 2-6, [10-8] | Tableau |
| 33 | 17-02-2025 | Qatar ExxonMobil Open, Doha | ATP 500      | 2 760 000 $ | Dur (ext.) | Julian Cash Lloyd Glasspool            | Joe Salisbury Neal Skupski                 | 6-3, 6-2          | Tableau |